# Shuko Mizuno
Shuko Mizuno (Japans: 水野 修孝, Mizuno Shūkō) (Tokushima, 24 februari 1934) is een Japans componist, muziekpedagoog en dirigent.

## Levensloop
Mizuno begon zijn muziekstudies in 1958 aan de Tokyo National University of Fine Arts and Music (東京藝術大学 Tōkyō Gei-jutsu Daigaku), nu Tokyo University of the Arts in Tokio en behaalde daar zijn Bachelor of Music in 1961 en in 1963 zijn Master of Music. Tot zijn leraren behoorden Minao Shibata, Yoshio Hasegawa, Fumio Koizumi. 
Van 1968 tot 1971 was hij zowel docent aan de Chiba Universiteit in Chiba als dirigent van het orkest van de Chiba Universiteit. Omdat op deze universiteit zowel de Westerse als de traditionele Japanse muziek onderwezen werd, was het voor Mizuno een uitstekende ervaring. Vervolgens ging hij terug als docent naar zijn Alma mater, de Tokyo National University of Fine Arts and Music waar hij zich focuste op de improvisatie in de compositie. Met een studiebeurs van de Rockefeller Foundation maakte hij in 1974 - samen met de andere Japanse componisten Toru Takemitsu, Toshi Ichiyanagi en Yūji Takahashi - een studiereis door de Verenigde Staten. Gedurende deze periode concentreerde hij vooral op jazz, en dat is te horen in zijn eigen werken. Daarna was hij wederom docent aan de Chiba Universiteit, werd aldaar in 1979 tot professor benoemd en bleef in deze functie tot 1999. 
Na zijn terugkeer in Japan begon een zeer productieve periode als componist. Hij schreef meer dan 100 werken in veel muzikale stijlen. Hij kreeg opdrachten van de Japanse Opera stichting en het Tokyo Symphony Orchestra voerde vele van zijn werken op. Hij schreef tot nu (2013) 4 symfonieën; zijn Symphonic Metamorphoses, tussen 1978 en 1987 gecomponeerd, heeft een uitvoeringslengte van 3 uur en vereist 700 muzikanten (uitvoerenden). Naast zijn werkzaamheden als componist was hij ook dirigent van bekende Japanse orkesten. Hij is lid van de Japan Federation of Composers, Inc.

## Composities

### Werken voor orkest

#### Symfonieën
- 1990 Symfonie nr. 1
- 1991 rev. 1999 Symfonie nr. 2 "Sakura"
- 1997 Symfonie nr. 3
- 2003 Symfonie nr. 4

#### Concerten voor instrumenten en orkest
- 1980 Concert, voor marimba en orkest

#### Andere werken voor orkest
- 1966 rev. 1973 Orchestra 1966[2]
- 1987 Symphonic Metamorphoses
  1. "Metamorphoses of Tutti" (1978; groot orkest)
  2. "Metamorphoses of melody and harmony" (1979; groot orkest)
  3. "Metamorphoses of beat and rhythm" (1983; voor solisten en groot orkest + Japanse trommen, pauken)
  4. "Metamorphoses of chorus and orchestra" (1987; (sopraan, (Monster)koor, groot orkest)
- 1989 Zomer, symfonisch gedicht

### Werken voor jazzorkest
- 1973 Jazz Orchestra '73
- 1975 Jazz Orchestra '75

### Muziektheater

#### Opera's
| Voltooid in | titel                                                      | aktes       | première | libretto    |
| ----------- | ---------------------------------------------------------- | ----------- | -------- | ----------- |
| 1977        | 天守物語 (Tenshu Story - Het sprookje van het slot Himeji) |             |          | Kyoka Izumi |
| 1979        | 美女と野獣 (Belle en het Beest)                            | 2 bedrijven |          |             |
| 1991        | ミナモ (Minamo)                                            | 2 bedrijven |          |             |

#### Musicals
| Voltooid in | titel                                                            | uitvoeringen | première | libretto | verdere liedteksten | choreografie |
| ----------- | ---------------------------------------------------------------- | ------------ | -------- | -------- | ------------------- | ------------ |
| 1991        | 泣きたくなったら笑うんだ (When I feel like crying, I will smile) |              |          |          |                     |              |
| 1996        | 時空の絆 (Toki no Kizuna)                                        |              |          |          |                     |              |
| 1999        | イノセントムーン (Innocent Moon)                                 |              |          |          |                     |              |

#### Toneelmuziek
- Media
- Muziek voor "Romeo and Juliet"
- Muziek voor "Orpheus in de onderwereld"
- Muziek voor "Sharakukou"
- Tasogare

### Vocale muziek

#### Werken voor koor
- 1972 Dies irae, voor gemengd koor en elektronica
- 1980 Maboroshi, voor gemengd koor, piccolo, shime daiko, hira baiko, chanchiki, trommen en elektrische basgitaar
- 1982 Little Homeloses, koraalsuite voor vrouwenkoor (of kinderkoor)
- 1988 Tomorrow's Odesseusses, koraalsuite voor gemengd koor
- 1993 Always, there has been Sphincx, koraalsuite voor gemengd koor - première: 1993 in Amsterdam

### Kamermuziek
- 1955-1956 March, voor dwarsfluit, klarinet, fagot, trompet, contrabas, tuba, hoorn, 5 slagwerkers
- 1959 Mittsu no takuto o motsu kinkangakki no tameno konpojishon, voor 4 trompetten, 4 hoorns, 2 trombones, bastrombone en tuba
- 1959 Short Song of June, voor strijkkwartet
- 1961 Three dimensions, voor 4 trompetten, 4 hoorns, 4 trombones en tuba
- 1964 Autonomy for instruments, voor dwarsfluit, hobo, klarinet, saxofoon, trompet, trombone, viool, cello, contrabas, harp en slagwerk
- 1971 Sinfonia '71 for 11 instruments, voor dwarsfluit, hobo, klarinet, fagot, trompet, hoorn, trombone, viool, cello, contrabas en slagwerk
- 1982 Aeolia of May, voor marimba, piano, contrabas en slagwerk
- 1990 Fanfare, voor trompet, trombone en slagwerk
- 1999 Yoru no uta, voor strijkkwartet
- 2007 Song of the Night, voor strijkkwartet

### Werken voor piano
- 1991 Echo in Alps
- 1995 Tasogare
- 1998 Muse's Holiday, suite

### Werken voor harp
- 1973 Spring!!! (He loves me and!!!)

### Werken voor slagwerk
- 1974 KO - shikisha to hachinin no dagakki sosha no tame no, voor 8 slagwerkers en dirigent
- 1983 Trio of "Aeolia of October", voor 2 marimba en slagwerk[3]
- 2001 Ko no aiki ; Koshin ; Ten no ko, chi no ko, voor groot slagwerkensemble

### Werken voor traditionele Japanse instrumenten
- 1980 Ko no jyumon, voor dwarsfluit (ook piccolo en basfluit), elektrische viool, 5 slagwerkers en 3 shō
- 2004 Autum Serenade, voor koto
- 2005 Fanfare for Yachiyo Orchestra, voor Chinese biwa. batoukin, shakuhachi, Daisanngen, Sinnsou